# Монро, Берт
Ге́рберт «Берт» Джеймс Монро́ (англ. Herbert J. "Burt" Munro; 25 марта 1899, Идендейл, Саутленд — 6 января 1978, Инверкаргилл) — мотогонщик, установивший рекорд скорости на мотоцикле объёмом до 1000 см³.

## Биография
Более 25 лет модифицировал свой мотоцикл Indian Scout 1920 года выпуска. В качестве деталей использовал запасные части собственного производства — поршни, диски сцепления, маховики, шатуны и т. д.
В 1967 году установил мировой рекорд скорости на обтекаемом мотоцикле объёмом до 1000 см³ на соляном озере «Бонневилль» (США).
После того, как его имя в американском мотожурнале написали с ошибкой, он изменил своё имя с «Bert» на «Burt».

## Семья
Был женат на Флоренс Берил Мартин с 1927 по 1947 годы (развод), в браке имел четырёх детей: Джона, Джину (в замужестве — Эйткен), Маргарит (Копенгаген[уточнить]) и Гвен (Хендерсон).

## Рекорды

### Мировые рекорды скорости
- 1962—288 км/ч (178,97 миль/ч) на мотоцикле с двигателем объёмом 850 см³.
- 1967—295,44 км/ч (183,58 миль/ч) на мотоцикле с двигателем объёмом 950 см³. Во время квалификационного заезда развивал скорость 331,52 км/ч (205 миль/ч).

### Рекорды Новой Зеландии
Начиная с 1940-х годов, Берт Монро установил множество рекордов Новой Зеландии.
Заезд на полмили, дорога, класс — без ограничений
Munro Special Indian — 99,45 миль в час, Кентербери[уточнить], 27 января 1940
Заезд на полмили, дорога, открытый класс
Munro Special Indian — 120,8 миль в час, Кентербери[уточнить], 27 января 1940
Заезд на полмили, дорога, класс — 750cc
Munro Special Indian — 143,6 миль в час, Кентербери[уточнить], 13 апреля 1957
Заезд на полмили, пляж, открытый класс
Munro Special Indian — 131,38 миль в час, Орети Бич, 9 февраля 1957
Заезд на полмили, пляж, класс — 750cc
Velocette 600cc — 129,078 миль в час, Орети Бич, 16 декабря 1961
Заезд на полмили, пляж, класс — 750cc
Velocette 618cc — 132,35 миль в час, Орети Бич, 1 мая 1971
Заезд на четверть мили, открытый класс
Velocette 600cc — 12,31 секунд, Инверкаргилл, 25 марта 1962.

## Фильмы
- 1972 — режиссёр Роджер Дональдсон выступил продюсером документального фильма о Берте Монро — Приношения Богу Скорости (англ. Offerings to the God of Speed).
- 2005 — Роджер Дональдсон снял фильм, посвященный Монро —  Самый быстрый «Индиан». В главной роли — Энтони Хопкинс.